# Găneasa (Olt)
Găneasa è un comune della Romania di 4 149 abitanti, ubicato nel distretto di Olt, nella regione storica dell'Oltenia. 
Il comune è formato dall'unione di 5 villaggi: Dranovățu, Găneasa, Grădiștea, Izvoru, Oltișoru.